# 公同の教会
公同の教会（ギリシア語: Καθολική Εκκλησία、ラテン語: Ecclesia Catholica、英語: Catholic Church）とは、キリスト教の概念である。「教会がどこに行っても同じ教会である」という普遍性を表すが、その意味するところについては教派によって様々な解釈の違いがある。自派教会を普遍的な教会とみなして自己言及として用いられる場合や、教派を超えた（エキュメニズム的な）意味合いを見出す解釈まで様々である。

## 自派教会を公同の教会とする教派
- 東方教会
  - 正教会
  - 東方諸教会（非カルケドン派正教会、アッシリア東方教会等）
- 西方教会
  - カトリック教会（ローマ・カトリック教会、東方典礼カトリック教会）
  - 独立カトリック教会（復古カトリック教会等）
  - 聖公会
  - プロテスタント（自派に限定する自己言及としては用いていない場合もあり、解釈はプロテスタント各教派の中で様々なものが存在する）

## 語義注釈
この語を自派の性格を表すものとして教会名としているものにカトリック教会があり、単にギリシャ語で"Καθολική Εκκλησία"（カソリキ・エクリシア）と言ったり、英語で"Catholic Church"（キャソリック・チャーチ）と言ったりする場合、「（ローマ教皇を首座とする）カトリック教会（ローマ・カトリック教会）」を指すことが多く、日本語でも単に「カトリック教会」と片仮名で転写した場合にはこの用例が一般的であり、日本のローマ・カトリック教会自身も単に「カトリック教会」と称するのが一般的である。
しかし日本語の漢字表現で「公同の教会」「聖公使徒教会」「公の教会」「普公教会」といった場合には、ローマ・カトリック教会にのみ限定される用語・概念ではないことが多いので注意が必要である。ただし、「公教会」の表記は、かつて日本のローマ・カトリック教会で比較的多く用いられた訳語であって、他教派ではあまり用いられてこなかった。